# Henry de Bracton
Henry de Bracton, anche Enrico di Bracton, Henry de Bracton, Henrici Bracton, Henry Bratton o Henry Bretton (1210 circa – 1268 circa), è stato un giurista e religioso inglese.

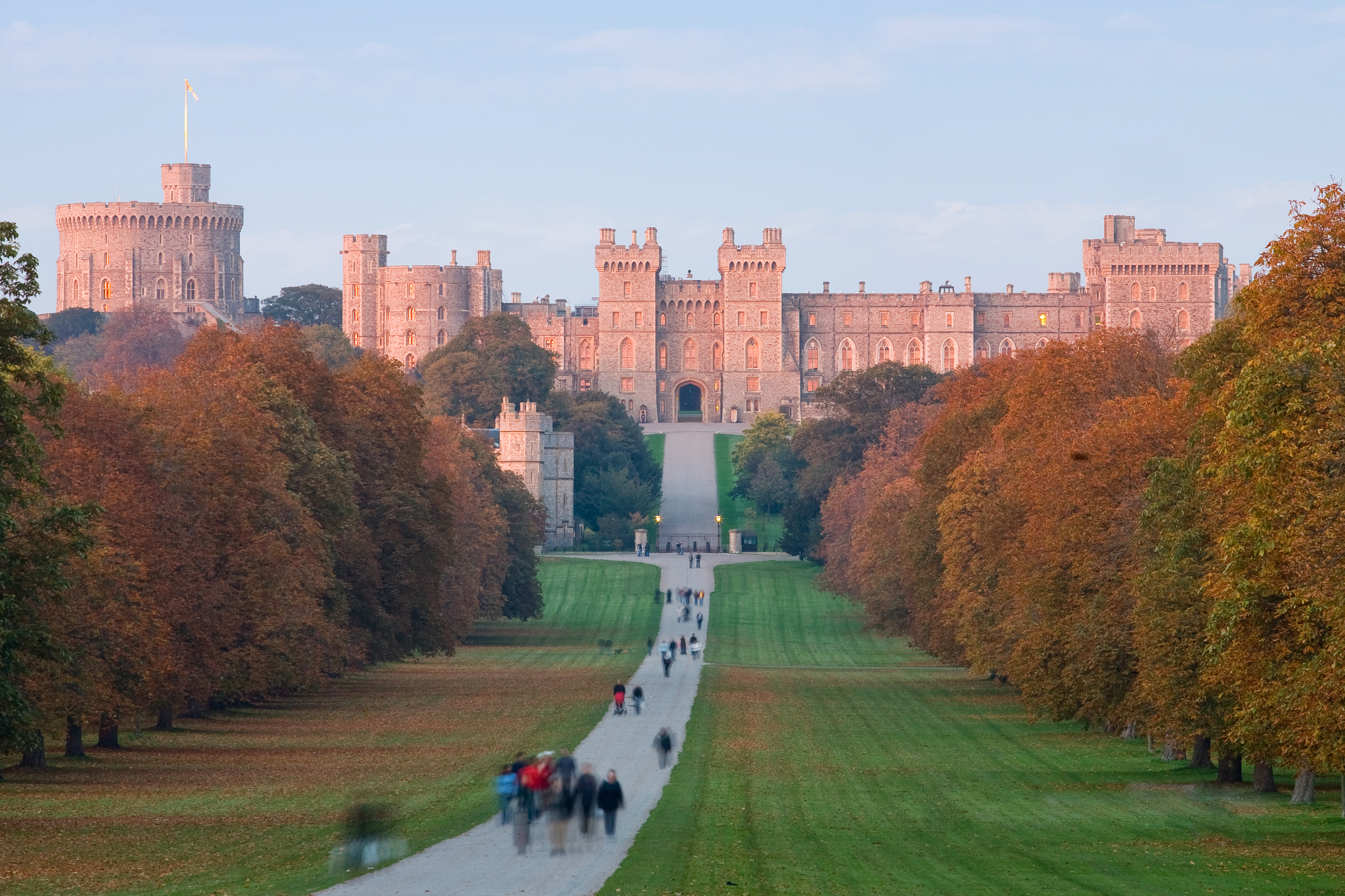
Il Consiglio consultivo di Enrico III d'Inghilterra, il "coram rege", intitolato a Henry de Bracton

È famoso per i suoi scritti di giurisprudenza, in particolare De legibus et consuetudinibus Angliae ("Leggi e costumi inglesi") e le sue idee sulla mens rea, o intenti criminali. Secondo Bracton, era solo attraverso l'esame combinato di azione e intenzione che poteva essere stabilita l'effettività di un atto criminale. Scrisse anche sulla monarchia, sostenendo che un sovrano deve essere chiamato re solo se ha ottenuto ed esercitato il potere in modo legittimo.
Nei suoi scritti Bracton offrì una trattazione coerente del diritto delle corti reali (tribunali) attraverso il suo uso di categorie derivate dal diritto romano, incorporando così nel diritto inglese diversi sviluppi del diritto romano medievale.

## Biografia

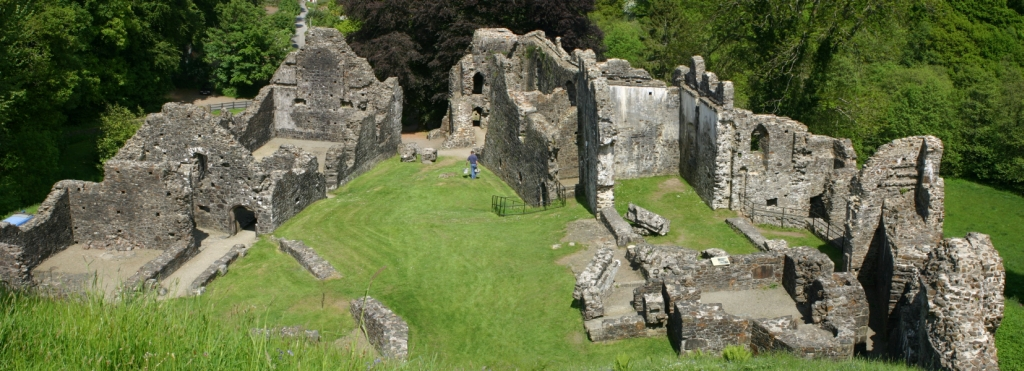
Bracton proveniva da Devon e vi aveva la sua corte itinerante.

Plucknett descrive Bracton in questo modo: "Due generazioni dopo Ranulf de Glanvill arriviamo al fior fiore e all'apice della giurisprudenza inglese - Bracton." Bracton era nato attorno al 1210 nel Devon ed aveva un grado avanzato nella gerarchia della Chiesa. 
Proveniva da Bratton Fleming o Bratton Clovelly. Entrambi i villaggi sono nel Devon. 
Fu solo dopo la sua morte che il nome della famiglia appare come Bracton; durante la sua vita, era conosciuto come Bratton, o Bretton. Questa origine potrebbe essere stata Bradton, che significa "Città vasta".
Bracton appare la prima volta come giudice nel 1245. Dal 1248 sino alla morte nel 1268 è stato costantemente impegnato come giudice di Corte d'assise nelle contee, specialmente Somerset, Devon e Cornwall. 
Fu membro del coram rege, chiamato anche coram ipso rege, in seguito divenuta Curia regis
Si è ritirato da questa nel 1257, poco prima della riunione del "Mad Parliament" nel 1258 a Oxford. 
Non è noto se il suo ritiro era legato alla politica. Il suo ritiro coincide con la famigerata Seconda guerra dei baroni nel 1264. A quel tempo a Bracton fu ordinato di restituire al Tesoro il grande deposito dei plea rolls (registrazioni delle sentenze da cause precedenti) che era stato in suo possesso.
È stato anche costretto a cedere il gran numero di rotoli di pergamena dei suoi predecessori Martin Pateshull e William Raleigh, conosciuto anche come William de Raley. 
Non è possibile stabilire se si è opposto al Re o ai baroni in questa vicenda, ma si suppone che sia stato coinvolto in intrighi politici.
Il risultato pratico è stato che la sua opera principale, De Legibus et Consuetudinibus Angliae ("Delle Leggi e Consuetudini inglesi"), è rimasta incompiuta. Anche così oggi esiste in quattro grandi volumi. 
Ha continuato a seguire le assise nel sud-ovest fino al 1267.
Nell'ultimo anno della sua vita ha ricoperto un altro ruolo importante, come membro di una commissione di prelati, magnati e giudici nominati per ascoltare le rimostranze dei "diseredati" - coloro che avevano parteggiato per Simone V di Montfort, Conte di Leicester contro re Enrico III.
Bracton a quanto pare ha avuto accesso ai gradi più alti degli incarichi tra Chiesa e Stato. Egli fu un ecclesiastico. 
Nel 1259 divenne rettore della parrocchia del Devonshire di Combe-in-Teignhead e nel 1261, rettore di Bideford. 
In 1264 fu nominato arcidiacono di Barnstaple e nello stesso anno, cancelliere della Cattedrale di Exeter. 
Nel 1245 ha goduto di una dispensa che gli consente di mantenere tre benefici ecclesiastici. 
Fu sepolto nella navata centrale della Cattedrale di Exeter, di fronte a un altare che porta il suo nome. 
Ha creato un chantry (un fondo per alimentare una serie continua di preghiere in perpetuo) per la sua anima che era alimentato dalle rendite del maniero di Thorverton.
Bracton si è descritto così: "Ius dicitur ars boni et aequi, cuius merito quis nos sacerdotes appellat: iusticiam namque colimus et sacra iura ministramus." Bracton si sentiva un sacerdote della legge, un sacerdote in eterno secondo l'ordine di Eneo Domizio Ulpiano. Domitus Ulpianus (da cui sono prese queste parole - Digesto 1.1.1) fu un giurista latino di diritto Romano di grande fama nel Medioevo. L'analogia con il sacerdote biblico Melchizedek, il sacerdozio di Melchizedek, è chiara.

## Influenze su Bracton - Pateshull e Raleigh
Due giuristi predecessori influenzano direttamente Bracton. Il primo fu Martin de Pateshull, uno dei copisti amanuensi di Giovanni d'Inghilterra, che divenne giudice del Tribunale nel 1217, e nel 1224 fu uno dei "giustiziari" itineranti che affrontò Falkes de Breaute. 
Bracton stimava molto Pateshull, e osservò, "In qualsiasi elenco di giudici regolari, il nome di Pateshull così costantemente precede tutti gli altri che egli deve aver goduto di qualche preminenza, anche se forse non di natura definitiva." Pateshull fu arcidiacono della Cattedrale di Norwich e decano della St. Paul's Cathedral a Londra. 
La sua capacità per il duro lavoro era tale che un confratello di giustizia ha chiesto al Conte Hubert de Burgh di scusarlo per non andare sul circuito giudiziario itinerante con Pateshull per il motivo che portava fuori i suoi colleghi con la sua incessante attività.
Delle sue capacità come avvocato, citazioni riconoscenti di Bracton ne parlano eloquentemente. Egli sembra aver guadagnato la sua reputazione come avvocato, soltanto per quello. Morì nel 1229.
L'altra persona che ha avuto grande influenza sul pensiero di Bracton è stato William Raleigh, conosciuto anche come William de Raley, nativo di Devon. Egli era residente nei dintorni di Bratton Fleming nel 1212, quando Bracton vi nacque. Raleigh era un giudice di tribunale nel 1228. Nel 1234 ha pronunciato sentenza di inversione del giudizio nei confronti di Hubert de Burgh, 1 ° Conte di Kent, come fosse un fuorilegge. Anche se non era un "justicier", fu considerato come il capo tra giudici. Nel 1237 venne nominato tesoriere della Cattedrale di Exeter. Fu eletto alla sede di Winchester nel 1238 e passò dalla storia del diritto. Alla sua elezione a questa posizione si opponeva violentemente il Re che preferivano William de Valence, I conte di Pembroke. Nel 1239 Raleigh fu eletto alla sede di Norwich. Nel 1244 fu eletto per la seconda volta alla sede di Winchester. Morì nel 1250. Aveva molto a che fare con il percorso dello Statuto di Merton. Raleigh ha difeso il rifiuto dei baroni di cambiare la legge della bastardaggine e legittimazione. Ha inventato il writ "Quare ejecit infra terminum" e influenzò la stesura di diversi altri nuovi mandati. È da Bracton che otteniamo la maggior parte della storia della legge in questo momento. Bracton pensa di aver avuto un'agenda con 2000 casi da Pateshull e Raleigh.
Raleigh concesse terre a Bracton in "Flemmings" (Fiamminghi) di Bratton, che la ottennero attraverso la famiglia della moglie. Il suo nome era Beaupre. Raleigh fu alle dipendenze di Pateshull. Bracton divenne in seguito collaboratore di Raleigh.

## Bracton: prospettive cosmopolite

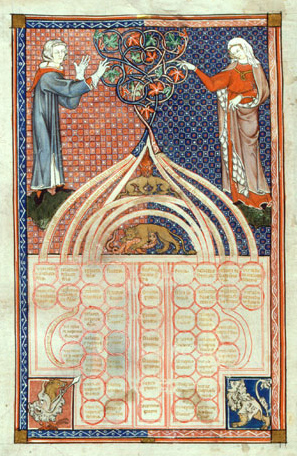
Bracton fu influenzato dal Decretum di Graziano

Bracton ha influenzato le corti di giustizia del suo tempo con un'ampia prospettiva continentale o cosmopolita. L'incorporazione del diritto romano è iniziata con Ranulf de Glanvill 140 anni prima. Questo è dimostrato dal Leges Henrici Primi (leggi di Enrico I). Ci sono alcune controversie circa la vera natura del romanismo di Bracton. Henry Sumner Maine ha considerato Bracton come un imbroglione, che ha cercato di far passare diritto romano puro come legittimo diritto inglese. Per questo, a suo avviso, Bracton dovrebbe essere completamente liquidato come non una figura di sostanza nella formazione del diritto inglese. Frederic William Maitland ha mantenuto la tesi opposta, postulando che Bracton non aveva una reale conoscenza del diritto romano, e la parte che ha fatto proclamare come romana era incompleta e poco approfondita. Questi sono stati del parere che la maggior parte, se non tutta la "romanità" di Bracton è derivata direttamente da Azzone da Bologna, scritta prima del 1211. Questo ha dimostrato che è difficile individuare l'esatta natura del "romanismo" in Bracton.
Quando l'Inghilterra fu conquistata dai Normanni nel 1066, passò sotto l'influenza del sistema più progressista e meglio governato d'Europa. Ha anche portato una connessione con l'intera vita intellettuale del continente che era stata assente nel periodo anglosassone. Gli stranieri sono venuti a studiare in Inghilterra. La gioventù inglese frequentò le Università europee. L'unico Papa inglese della storia, papa Adriano IV fu eletto nel 1154. Questo può essere attribuito alla influenza normanna. Sul continente nei secoli XII e XIII, c'è stata una rinascita in tutti gli studi, soprattutto nei concetti giuridici e nella scrittura. In Europa, Irnerio, i Quattro Dottori e Accursio ripresero lo studio del diritto civile. Questi fondarono la scuola dei glossatori (autori e scrittori di una descrizione "glossa" o breve del caso, un commento). Graziano ha sistematizzato il diritto canonico.
L'Antica legge germanica (Libri Feudorum) ed il francese Beaumanoir hanno condensato e messo ordine in qualche modo al diritto consuetudinario feudale d'Europa. Ranulf de Glanvill e Bracton hanno fatto la stessa cosa per l'Inghilterra, seguendo lo spirito del continente.
Bracton è stato influenzato da uno dei primi codici legali del XII secolo, intitolato Leges Edwardi Confessoris. È una raccolta che presumibilmente ha registrato le leggi e costumi correnti al tempo di Edoardo il Confessore per volere del suo successore Guglielmo il Conquistatore.
Guglielmo il Conquistatore riorganizzò l'organizzazione della proprietà terriera gradualmente, in modo frammentario, seguendo la riduzione dell'opposizione in varie parti dell'Inghilterra. Ai suoi principali vassalli sono stati concessi nuovi feudi territoriali. Ma la struttura giuridica antica sassone è stata lasciata in gran parte intatta, compreso il tradizionale sceriffo (reeve shire) e i tribunali di contea (shire) e le suddivisioni territoriali delle Corti. Maitland è del parere che la legislazione di Guglielmo I e i suoi successori era sbilanciata in favore di tutte quelle del "sassone occidentale" (Wessex) e della Chiesa, pur evitando di denigrare tutte le cose riferibili al Danelaw. Bracton mescolò liberamente l'antica terminologia sassone come sac (amore), soc (soke), pedaggio e durata, infangthef, utfangthef, thegn, dreng, sochemannus, nascondere, geld, centena, wapentake, bote, wite e wer con termini normanno - francesi come barone, comes (conte), visconte, vavassore, villano, feudal relief, omaggio feudale, "feudum manerium".

## Opere

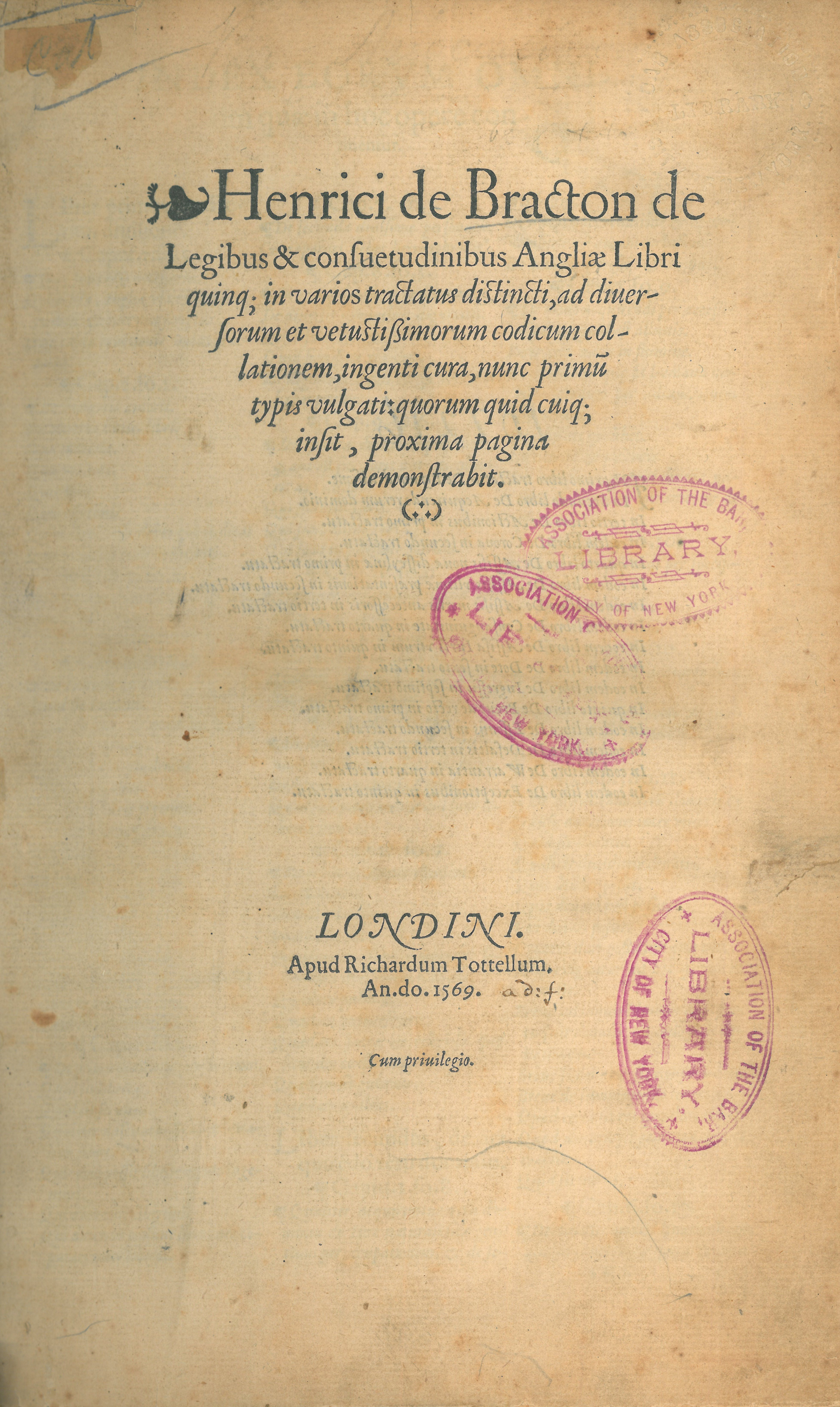
Titolo della pagine della prima edizione dell'opera di Henry de Bracton De legibus & consuetudinibus Angliæ (The Laws and Customs of England, 1569)

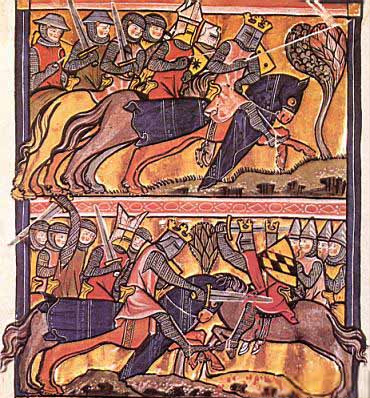
Il libro di Bracton non fu mai completato a causa della Seconda guerra dei baroni.

La sua opera scritta, De Legibus et Consuetudinibus Angliae ("Le Leggi e i Costumi dell'Inghilterra"), è stata composta principalmente prima del 1235. 
La maggior parte del testo fu probabilmente scritta da William di Raleigh e poi ripassata insieme a Bracton, che era il suo copista. Il contributo di Bracton fu in gran parte quello di aggiornare il testo da includere, ad esempio, le modifiche apportate nelle disposizioni di Merton nel 1236. 
La vera natura del lavoro di Bracton, tuttavia, non è chiara. Pollock, Maitland, e Plucknett danno maggiormente credito al lavoro di Bracton e meno all'influenza di Raleigh. Questi studiosi datano il lavoro in un secondo tempo, più vicino al 1260. Il lavoro non fu mai completato. Secondo i questi autori, la Seconda guerra dei baroni ne fece terminare la scrittura.
Bracton aveva accesso (o effettivo possesso di) molti rotoli (rolls) di pergamena contenenti casi giuridici e sentenze registrate al Tribunale del Re. Questi sono stati chiamati "plea rolls" "(rotoli delle cause)" e non erano di solito disponibili pubblicamente. È probabile che fu costretto a cederli prima che il suo libro fosse finito. Anche nel suo stato incompiuto, è il più completo libro inglese diritto medievale.
Ha probabilmente avuto accesso anche alle cause di Martin Pateshull e William Raleigh, suoi mentori nella legge. Un'agenda contenente 2000 casi di Pateshull e Raleigh è stata ritenuta essere di Bracton. Questo libro contiene note scritte a margine che sono scritte con la calligrafia di Bracton. Ha incorporato le informazioni da queste cause nel suo libro. Bracton ha studiato anche le note (commentari) del giurista italiano Azzone da Bologna. Conosceva il Corpus iuris civilis (Corpo delle leggi civili), il Decretum Gratiani e il Decretale, come pure i lavori dello studioso di diritto canonico Tancredi da Bologna. Ha avuto modo di conoscere e ne divenne un fautore del concetto latino di legge universale o legge morale naturale, basato sulla sua lettura di queste fonti. Bracton avrebbe avuto familiarità con la descrizione della legge morale naturale applicata nel Decretale: "La legge naturale risale alla creazione della creatura razionale. Essa non varia con il tempo, ma rimane immutabile."
Ebbe familiarità con Isidoro di Siviglia o "Isidorus Hispalensis" (c. 570-636) che ha scritto della legge: "Nel determinare la natura del diritto, ci devono esserci tre condizioni: la promozione della religione, in quanto è proporzionata alla legge divina; che è utile per la disciplina, in quanto è proporzionata alla legge naturale; e che è ulteriormente per il bene comune, in quanto è proporzionata all'utilità del genere umano". Bracton ha usato queste opere come base per la sua filosofia del diritto. Certi termini latini, come "corpus et animus" (corpo e anima) essendo necessari per il possesso della conoscenza della legge, sono così visti da Bracton come origine ecclesiastica.
Sulla base delle note e degli scritti di Bracton, Pollock e Maitland credono che egli non fosse né un cortigiano né un fautore della monarchia assoluta. Altre volte, può essere accusato di distorsione dei concetti: "Sed et quod Principi placuit"."
Il lavoro di Bracton divenne la base per la dottrina giuridica di Edoardo I d'Inghilterra. Gilbert Thornton, il capo dei giudici (chief justice) del tribunale del Re, ha fatto un'epitome di esso. Questo è stato perso.
La prima menzione del diritto romano nel diritto comune d'Inghilterra si trova nel 1237-1238, in una causa riguardante un Palatinato; se poteva essere suddiviso tra i coeredi. I giudici non potevano trovare nessun precedente per una cosa del genere nel diritto inglese, né nella Magna Carta, né nel diritto romano (in iure scripto), quindi, apposero (in ritardo) la loro decisione. Al tempo di Bracton, era stato stabilito che l'imperatore del Sacro Romano Impero era considerato soggetto al Re d'Inghilterra, mentre era in Inghilterra: Ricardus Rex Alemanniae (Rex Romanorum semper augustus) fu coinvolto in un insolito sequestro.
Bracton ha studiato la forma dei writ (mandati, citazioni) originali. Si procurò, per proprio uso, le trascrizioni complete degli atti processuali in casi selezionati. Questi sono stati utilizzati per scrivere il suo trattato sulla legge. È stato anche il primo ad offrire il commentario sui casi che scrisse. In questo senso Bracton era moderno, ha criticato e lodato varie sentenze. Chiamò quelli che erano una generazione prima di lui, i suoi "maestri". I casi di cui scrisse erano almeno vent'anni posteriori rispetto a un suo libro. I suoi scritti non sono come un trattato giuridico moderno confrontando le sentenze per il caso. Non esiste il concetto di giurisprudenza, come si potrebbe trovare in un libro di testo moderno. Ha selezionato i casi e ha scritto una descrizione generale di ciò che la legge dovrebbe essere in un dato insieme di circostanze. Non c'era una vera stare decisis. Ha dato le descrizioni di quelle che dovrebbero essere le decisioni in situazioni di fatto ipotetiche, senza menzione di casi reali. Ha incluso anche molti esempi di citazioni per varie situazioni. Bracton ha scelto i casi basandosi sulla sua ammirazione per i giudici coinvolti, e voleva fare modelli di esempio della loro logica. L'inclusione della giurisprudenza era importante, perché era la prima volta che questo era avvenuto nella dottrina legale inglese. Gli avvocati per due secoli (XIII e XIV secolo) sono stati introdotti al concetto di giurisprudenza e di logica giuridica dal libro di Bracton. Un corso nuovo e moderno era stato impostato.
I manuali successivi, basati sugli esempi di Bracton contenevano la giurisprudenza sul caso attuale, con i titoli rimossi. La capacità di interpretare casi concreti e le decisioni, così come la logica che c'era dietro di loro era rivoluzionaria ai tempi di Bracton. I rotoli di pergamena (rolls) del tribunale di corte non erano disponibili per essere esaminati da chiunque. Il suo trattato ha cambiato questo, per sempre. La possibilità di leggere i casi giudiziari, anche se erano di più di venti anni prima, si dimostrò molto popolare, conducendo direttamente alla pubblicazione degli Year Books Il primo "Year Book" (raccolta dei casi giudiziari dell'anno) esistente è stato pubblicato l'anno in cui morì Bracton, 1268.

### Manoscritti

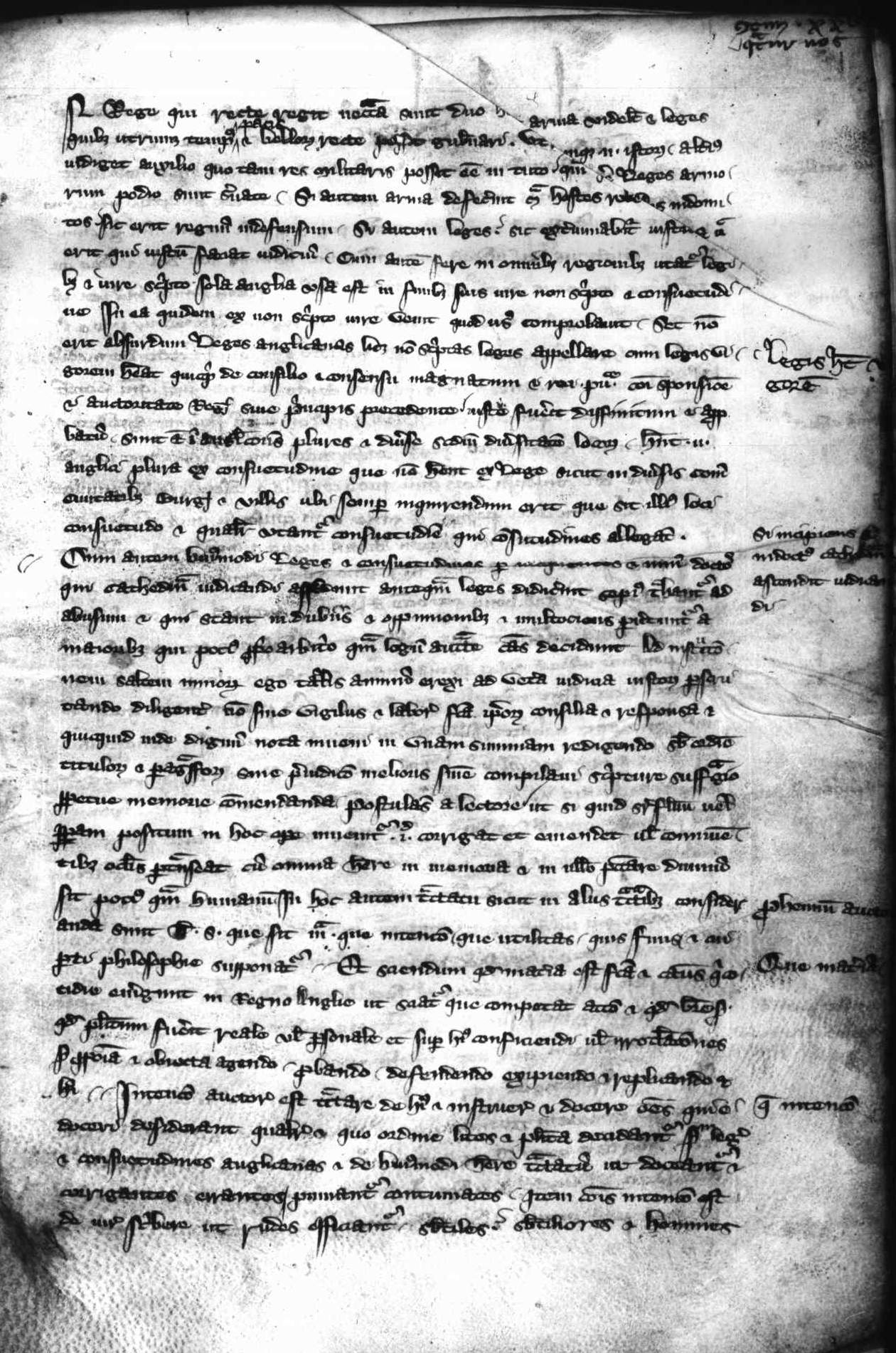
De legibus Angliae, manoscritto, XIII secolo.

- De legibus Angliae, XIII secolo, Cambridge, Trinity College Library, Medieval manuscripts, MS O.9.24 (1436).

## Bracton su Chiesa e Stato

### Common law (Diritto comune) e tribunali ecclesiastici
Ai tempi di Bracton la common law era separata dal diritto canonico della Chiesa. Il diritto comune riguardava tutto ciò che non era eccezionale o speciale. È stato distinto dal diritto della Chiesa, come pure da peculiari usanze locali e decreti reali e ha rappresentato la legge generale del paese. C'erano alcuni atti legislativi, come lo Statuto di Merton (1236) e lo Statuto di Marlborough (1267), tuttavia la quantità della nuova legge introdotta durante il Regno di Enrico III d'Inghilterra, consisteva nella creazione di nuovi writ e nuove forme di azione inventate nella Court of Chancery e sanzionate dai tribunali di "diritto comune". Bracton conosceva molti ordini di comparizione davanti al giudice emessi dal Re (writ) che erano sconosciuti a Ranulf de Glanvill. Era generalmente percepito che ci doveva essere una limitazione del numero di nuovi mandati di comparizione in uscita dalla cancelleria, o il re sarebbe diventato un incontrollabile legislatore. La Cancelleria era sotto il controllo della Chiesa e avvocati ecclesiastici.

### Writs - Mandati per chiamare i membri della Chiesa alle corti reali

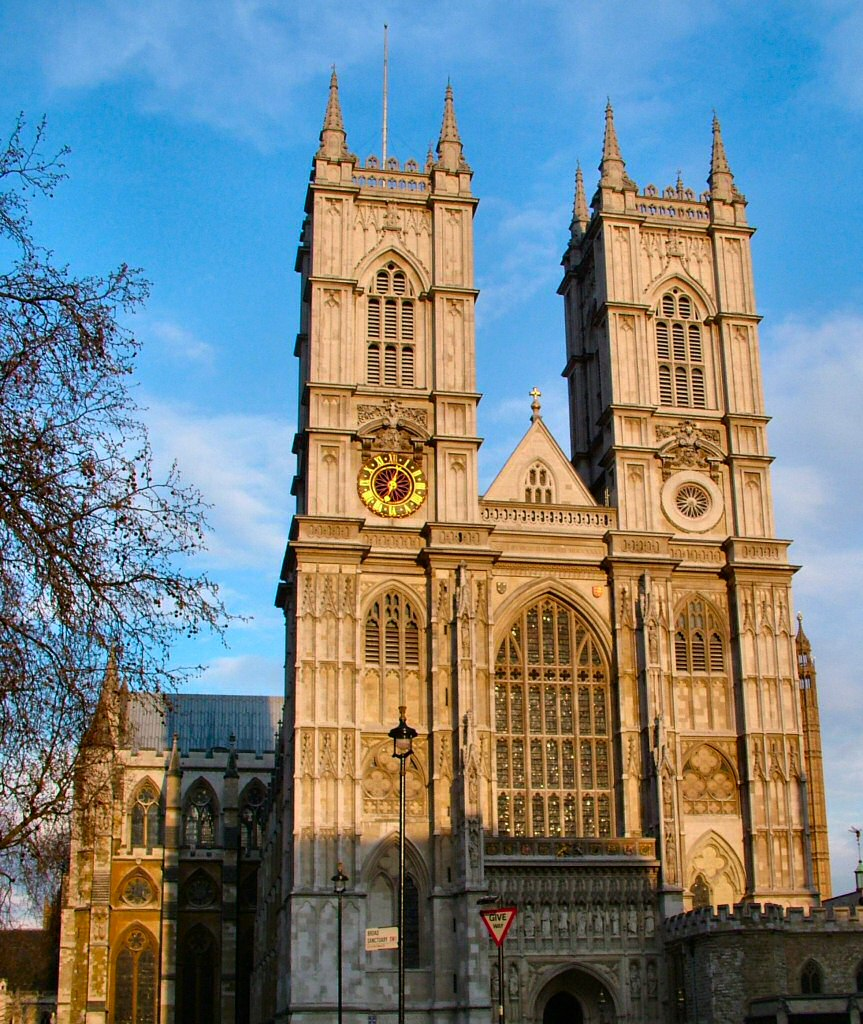
Bracton era coinvolto nell'interazione tra Chiesa e Stato.

Fin dai tempi della conquista normanna, la relazione tra Stato e Chiesa è sempre stata tendenziosa o sbilanciata. C'erano due sistemi giuridici paralleli, uno sotto l'egida della chiesa, l'altro sotto la corona, che continuamente gareggiavano per la competenza e il potere. Bracton ha creato schemi di atti procedurali che potevano essere utilizzati nel caso di un vescovo recalcitrante che si rifiuti di produrre una testimonianza per il "diritto comune" o il tribunale del Re. Questo indica difficoltà nel definire le competenze, così come la riluttanza da parte dei funzionari della Chiesa a partecipare nelle questioni di diritto civile e diritto comune al di fuori della struttura del Tribunale ecclesiastico.
Esempio 1: "Enrico per grazia di Dio, ecc. al venerabile Padre in Cristo "B", per la stessa grazia Vescovo di Londra, saluto. Vi ordiniamo di intervenire prima davanti ai nostri giudici ecc. in giornata, come un arcidiacono, per rispondere [alle domande proposte in] "C", in rispetto a una citazione [come indicato in precedenza], ecc. E poi lasciare che a questa clausola sia aggiunto: "per i quali il nostro sceriffo del Middlesex mandò a dire ai nostri giudici di cui sopra che l'arcidiacono di cui sopra (o altro scrivano) ha rifiutato di prendersi impegni e non ha da occuparsi di imposta dalla quale possa essere distolto. E hanno questa citazione [portata con voi]. Testimoni hanno firmato, ecc. Se il vescovo non fa nulla per quanto riguarda l'ordine del Re, che l'iscrizione a ruolo della cancelleria quindi sia come segue: 'A' si offrì di comparire nel quarto giorno contro 'B' per rispetto a tale citazione, e 'B' non è venuto, e successivamente lo sceriffo ha ordinato di prenderlo, e lo sceriffo mandò a dire che egli era scrivano, ecc., al che come un vescovo fu ordinato di indurlo a venire e inviare la citazione, che non ha fatto nulla in essa (che non contiene nessun'accusa in essa). Perciò che il vescovo sia convocato a comparire in un giorno e per avere lì il suddetto 'B' a rispondere del suddetto 'A' sul motivo per cui ecc. come descritto nella citazione originale e offrire una spiegazione del perché ha ignorato l'ordine originale di comparizione."
Esempio 2: "Il re allo sceriffo, saluto. Cito 'F' vescovo di Londra per essere ben convocato davanti al giudici suddetti in un giorno, ecc. E mostrare perché non era indotto a farsi avanti [in ottemperanza con l'ordine nella citazione precedente]."
Esempio 3: "Il re allo sceriffo, saluto, Ordiniamo di pignorare 'F', vescovo di Londra, delle terre che detiene in baronia nel vostra contea, a comparire dinanzi ai giudici, ecc., così in un giorno e di avere lì uno scrivano per rispondere ad uno rispetto a una tale giustificazione ecc., e anche di ascoltare il suo motivo perché non aveva il suddetto scrivano quel giorno, come gli fu ordinato. E l'abbiano, ecc. Se né il vescovo né lo scrivano non si presentano in quel giorno, sia intrapresa azione contro il vescovo per oltraggio, da un avvocato della Corte e, per timore che i misfatti rimangano impuniti, lasciare che il re, sull'inadempienza del vescovo, eserciti il suo potere, in virtù della sua competenza, che lo scrivano possa essere arrestato e tenuto fino a quando il vescovo non lo reclami, che egli sia stato consegnato a lui o rimanga in arresto, né lo sceriffo o suoi balivi incorrerà alcuna penalità per questo motivo dato che l'esecuzione della legge non comporta errori. Perché anche un vescovo e i suoi superiori possono essere arrestati per lesioni e crimini. Un vescovo potrebbe espellere impunemente un ladro che era fuggito in una chiesa e non essere colpevole di irregolarità, se il ladro ha rifiutato di uscire e sottostare al giudizio del re e del Regno. La spada dovrebbe aiutare la spada, e quindi ci sono due spade, quella spirituale e quella temporale."

### Bracton sul Re d'Inghilterra
Bracton sul re d'Inghilterra: "il re non ha eguali nel suo regno. I sudditi non possono essere al pari del sovrano, perché in tal modo egli perderebbe il governo, poiché un uguale non può avere alcuna autorità su un uguale, non a maggior ragione su un superiore, perché sarebbe quindi soggetto a quelli sottoposti a lui. Il Re non deve essere sotto l'uomo ma sotto a Dio e sottoposto alla legge, perché la legge fa il re... per questo non c'è nessun re dove vi siano regole piuttosto che leggi. Poiché egli è il vicario di Gesù Cristo, di cui è il vice reggente sulla terra... "
Quest'ultimo scritto è interessante, nel senso che il re è visto come quasi simile al Papa d'Inghilterra, che sta adempiendo al ruolo di Gesù Cristo in Inghilterra. Questo parere, che probabilmente non era limitato a Bracton, né insolito in lui e faceva presagire John Wyclif almeno di un secolo e Enrico VIII d'Inghilterra di 250 anni.

### Affermazione della supremazia del Papa
Papa Innocenzo III ha rappresentato l'apice assoluto del potere papale nel Medioevo. Tra le molte riforme stabilì il divieto di qualsiasi ecclesiastico di avere rendite da più di una chiesa o parrocchia. Bracton aveva ricevuto una dispensa per ricevere i proventi da tre. Questo indica la sua particolare posizione all'interno della struttura politica della Chiesa. Innocenzo III ha esercitato più potere di uno qualsiasi dei suoi predecessori, o dei suoi successori. Egli notoriamente mise il Regno d'Inghilterra sotto interdetto nel 1207 durante il Regno di Giovanni senza terra. Durante e dopo il Quarto Concilio Lateranense, Innocenzo III proclamò che tutte le decime dovute alla Chiesa dovevano prevalere sulle eventuali tasse imposte da uno Stato. Questo è stato messo in discussione. Egli ha anche escluso ogni interferenza dei laici (comprese le questioni di diritto civile e penale). Ha affermato il diritto di Roma di esaminare tutte le importanti cause legali. Questo ha fatto dell'appello al Papa più interessante e facile da ottenere rispetto alle generazioni precedenti. Egli ha dato alla cancelleria un'organizzazione migliore e più efficiente. Tutto questo si è verificato nella generazione prima di Bracton e si mantenne ancora l'ostilità per ciò nel suo periodo.
Si è discusso ed è ancora incerto se ogni uomo di Chiesa inglese nel XIII secolo avrebbe contestato il fatto che il Papa era il capo della Chiesa universale. È stato ammesso che il diritto canonico dei grandi concili era vincolante per tutti i membri della Chiesa. Bracton, essendo sia un avvocato che un chierico, ha scritto del Papa "in spiritualibus super omnibus habet ordinariam jurisdictionem" (in cose spirituali ha una competenza ordinaria su tutti gli uomini nel suo reame). Non solo il Papa era un legislatore, ma era anche un giudice, e nella sua Curia, poteva far valere i suoi decreti. La legislazione papale fu definita e circoscritta come "ius divinium et naturale" - Legge divina e naturale.

### Morente nullatenente
La questione del morente intestato (senza volontà testamentaria) ha attirato l'attenzione di Bracton. La Chiesa aveva da tempo affermato il ruolo di interprete delle ultime volontà. Se una persona muore senza fare testamento, era equivalente a morire senza fare un'ultima confessione. Bracton ha scritto: "nullam enim meretur poenam quis, quamvis decedat intestatus." C'era un concetto che morendo senza una volontà, mentre non è esattamente un peccato, era spesso giudizio di Dio sul peccato. Morire intestato era morire non confessato. La legge sui "beni personali" per questo si distaccò dalla legge sui "beni immobili", ed è rimasta così fino ad oggi.

### Contratto e l'atto (writ) di divieto
Lo sviluppo del diritto contrattuale iniziò nei tribunali della Chiesa, seguendo il diritto romano. Questi tribunali hanno sostenuto (con qualche validità) di far rispettare tutte le promesse fatte da giuramento o da "pegno di fede". L'uomo che impegna la sua fede, o la sua anima, probabilmente ha dato in pegno la sua anima, e così facendo, ha lasciato la sua salvezza nelle mani di un altro. Enrico II d'Inghilterra ha affermato la sua giurisdizione su tali casi. Thomas Becket ha rivendicato la competenza concorrente per la Chiesa. Enrico ha vinto. Da quel momento in poi, la corte reale era sempre pronta a vietare i giudici ecclesiastici considerando una violazione della fede, a meno che entrambe le parti siano stati scrivani di una chiesa (chierici) o la materia legislativa sia al di fuori del regno del temporale, riguardi cioè lo spirituale.
Il metodo è stato quello di emettere un writ di divieto, che vieta alla Corte della Chiesa di giudicare e sentenziare sul caso. La prassi si è sviluppata in modo in cui un appaltatore poteva cercare una facilitazione in un tribunale della chiesa e rinunciare a ogni diritto di un writ di divieto. A volte al dante causa succedeva non ricevere la decisione che desiderava dal Tribunale ecclesiastico, e poi rinunciava alla sua garanzia (pegno) per cercare di ottenere un writ di divieto dalla Corte di common law (diritto comune). Bracton ha spiegato che era un peccato terribile cercare di ottenere un writ di divieto quando uno aveva promesso di non cercarlo. Questo era un crimine che meritava la prigionia. La competenza su tali questioni, come pure sui matrimoni e i testamenti rimase contesa ai tempi di Bracton.

### Frankalmoign e l'atto di divieto
Ai tempi di Bracton, la questione è sorta frequentemente su terra tenuta in frankalmoign (terreno donato alla Chiesa). Erano comuni i writ di divieto che vietavano ai tribunali della Chiesa l'ingerenza nel titolo di possesso della terra, anche se tenuta in frankalmoign. La questione verteva sulla Lay Fee (tassa del laico), che era l'equivalente delle "terre secolari" (dei laici), anche se essa poteva essere tenuta senza vincoli, in carità pura e perpetua. Bracton ha postulato che ciò che è sacro sul terreno (alloggi delle Chiese e simili) era all'interno della giurisdizione della Chiesa. A questo potevano essere aggiunte le terre donate sotto forma di Morgengabio. Un esame dei plea rolls (pergamene arrotolate) dimostra che questi erano pieni di mandati di divieti diretti a giudici ecclesiastici in una battaglia continua per la competenza sulla giurisdizione delle terre della Chiesa.
Nonostante questi problemi, Pollock e Maitland chiosano che alla fine del Regno di Enrico III d'Inghilterra, i tribunali del Re e le corti della Chiesa hanno funzionato in relativa armonia, nonostante alcune dispute sulle competenze.

## La responsabilità moderna evolutasi attraverso Bracton
Il concetto moderno di "responsabilità" può essere tracciato originandolo dall'antico diritto anglosassone evolutosi attraverso il periodo di Bracton. Da Alfredo il Grande: "Un uomo agisce a suo rischio e pericolo. Se un uomo ha una lancia sopra la sua spalla, e qualsiasi uomo scommetta se stesso sopra questo, che l'uomo paghi (di persona) "wer" ma non la "wite".. se è accusato di dolo o premeditazione nell'atto, lasciare che si discolpi conformemente alla pena prevista (wite) e, con questo, che la pena si estingua. 
E che questo sia: se il punto è tre dita sopra la parte finale dell'albero; se sono entrambi allo stesso livello, il punto della parte finale dell'albero, non sono in pericolo. Se un uomo muove le braccia su, e un altro li fa cadere in modo da uccidere o ferire un uomo, il proprietario è responsabile. Se un uomo presta il suo cavallo a un altro e chi lo prende in prestito è ferito, il prestatore è responsabile". Questo è simile al moderno concetto di responsabilità oggettiva per "tort" (torto). La responsabilità, a quel tempo, non era dipendente da negligenza, ma dall'atto.
Un "Borough Customs" (Usanza del Borgo) proclamò che l'imputato deve prestare giuramento che non aveva fatto nulla per una persona uccisa che lui aveva messo "più vicino alla morte che alla vita."
L'antica legge medioevale non poteva discutere la materia dell'intenzionalità perché non aveva alcun meccanismo per farlo. Reati che non erano crimini potevano essere il terreno per una causa di omicidio, se poteva essere accampato di aver condotto, sia pure indirettamente, alla morte. Questa idea persistette nel periodo di Bracton. Un giuramento era richiesto da un uomo accusato di omicidio.
Il giudice Brian ha scritto nel 1466 (200 anni dopo Bracton): "A mio parere, se un uomo fa una cosa egli è considerato in modo tale che con il suo atto nessun pregiudizio o danno viene inflitto agli altri. Come nel caso in cui si costruisca un edificio, e quando il legname è stato eretto un pezzo di esso cada sulla casa del mio vicino e danneggi la sua casa, egli avrà un'azione di ristoro, e questo, anche se l'erezione della mia casa era legittima e il legname cadde senza mio intento.
Analogamente, se un uomo commette un assalto contro di me e non posso evitare lui se vuole colpire me, e io alzo il bastone per legittima difesa per evitare lui, e c'è un uomo dietro di me, anche se il sollevamento del mio bastone era lecito per difendere me stesso e ho ferito lui senza intenzione [avrebbe avuto una causa di azione intentata contro di me]."
Nelle leggi di Canuto il Grande è stato detto che, per quanto riguarda i beni rubati, un bambino era colpevole se avesse l'età del giudizio. Sotto Enrico I d'Inghilterra, "l'uomo il cui comportamento ha causato solo lontanamente la morte o lesioni è responsabile, è vero, ma 'in hiis et similibus, ubi homo aliud intendit et aliud evenit, ubi opus accusatur non voluntas, venialem pocius emendacionem, et honrificenciam judices statuant, sicut acciderit'" L'uomo che ha ucciso per incidente o per legittima difesa è tenuto a pagare il "wer" (personalmente) ma il suo torto è emendabile.
Sotto Enrico I d'Inghilterra "chi pecca involontariamente deve consapevolmente fare ammenda" però il pazzo e l'infante non erano responsabili in atti criminali, il che è stato un cambiamento dal diritto anglosassone. Bracton ha scritto sull'omicidio, "il reato di omicidio, sia esso o accidentale o volontaria, non consente di subire la stessa pena, perché su un caso dovrebbe essere ottenuta la pena completa e in altro ci sarebbe dovuta essere misericordia." Si tratta dei primi segnali di discernimento nella legge che porta allo sviluppo del concetto di mens rea (una mente colpevole sia necessaria per essere colpevole di un crimine). Bracton ha sottolineato l'"animus furendi" nel furto, che è l'intenzione di rubare. La Fellonia (Crimine) è secondo l'intenzione, un concetto che ha le sue fondamenta in Bracton.

## Altri esempi dal libro di Bracton

### Santuario e abiura
Se un criminale potesse andare in una chiesa, gli è dato il Santuario. Questo è stato un riconoscimento del fatto che la Chiesa fosse una giurisdizione separata. Alcune leggi hanno consentito al criminale di essere ospitato e nutrito dal clero per sette giorni. Bracton raccomanda 40 giorni. Dopo questo, il "reeve" (primo giudice) avrebbe bussato alla porta della Chiesa e domanda che il criminale si arrenda a lui o prenda la strada più breve per una città portuale e lasci l'Inghilterra senza tornare mai più. Se egli non ha lasciato la Chiesa, doveva essere lasciato morire di fame.
Se il criminale rimaneva sulla strada per il porto, doveva essere lasciato incolume. Se lui è andato fuori strada, poteva essere ucciso dalla popolazione in generale. Ai criminali condannati e quelli che si trovano con beni rubati non doveva essere dato il "santuario". La moglie di questi veniva dichiarata una vedova e tutte le terre di proprietà di esso erano cedute alla Corona.

### Bracton sulla citazione di appello
In ogni fatto criminale, che riguardi un fellone, [il writ] (la citazione) deve menzionare sul ricorso l'anno, il luogo, il giorno e l'ora in cui viene presentata l'azione. Egli [l'imputato] deve parlare di sua spontanea volontà, e vedere e udire, e deve essere coerente in quello che dice e in tutti i dettagli circostanziali. [Deve essere scritto in questo modo]: "A" accusi formalmente "B", con tali parole per la morte del fratello e nel caso venisse meno, da un tale e così via, in modo che ci siano diversi interessati ad esso e allo stesso titolo.

### Equity (Criteri)
Bracton ha scritto sull'Equity (circa 1258) che essa richiede nelle cause uguali una giustizia imparziale e una vera parità in tutte le cose. Questo sembra sia stato preso direttamente dalle "Glosse del diritto romano" di Azzone.

### L'esecutore [testamentario] di una proprietà
L'esecutore testamentario di una tenuta non poteva che fare citazione in giudizio solo nei tribunali ecclesiastici. Stando alla legge era l'erede che doveva essere citato in giudizio. Questo è stato cambiato nel periodo di Edoardo I d'Inghilterra. Dopo di che, l'erede poteva agire in giudizio presso i tribunali di diritto comune.

### Multe per omicidio
La ragione per concepire l'ammenda per omicidio è stata questa: nel periodo di Canuto il Grande, re dei danesi, quando su preghiera dei baroni inglesi mandò il suo esercito indietro in Danimarca dopo aver conquistato e pacificato Inghilterra, i baroni di Inghilterra si sono offerti personalmente come garanti al predetto re Canuto in modo che, qualunque sia stata la forza armata del Re rimasta con lui in Inghilterra avrebbero mantenuto la pace in tutte le maniere in modo tale che, se qualcuno degli inglesi dovesse uccidere uno qualsiasi degli uomini che il re ha tenuto con lui e che l'uomo imputato non potesse fare la sua difesa contro l'accusa usando la sentenza di Dio (l'Ordalia), che è dell'acqua e del ferro, la giustizia sarebbe stata fatta su di lui.
Se è fuggito via e non poteva essere arrestato che pagassero a suo nome 66 marchi, da raccogliere nel villaggio dove è stato ucciso lui, perché gli abitanti non hanno consegnato l'uccisore. E se i marchi non potevano essere raccolti a causa della povertà, ne sarebbero raccolti cento per il deposito nel tesoro del re. Si tratta di un anacronismo curioso, dal momento che l'ordalia ("acqua e ferro") era stata messa fuori legge in Inghilterra dal Concilio Lateranense IV del 1215. [Vedi subpoena ad testificandum (mandato di comparizione) per i dettagli.]

## Influenza di Bracton

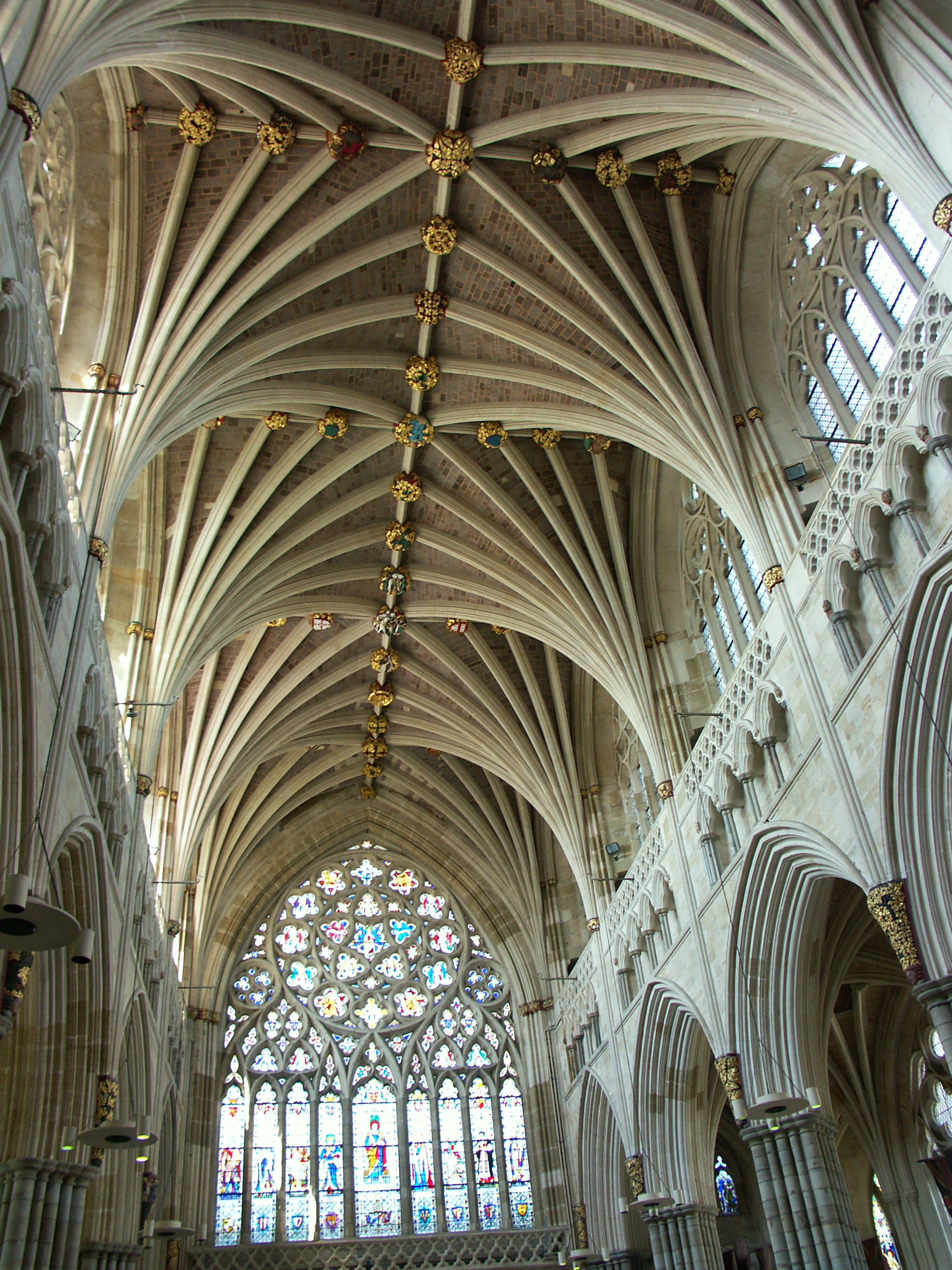
Bracton era arcidiacono cancelliere della Cattedrale di Exeter, dove è sepolto.

Il regno di Giovanni d'Inghilterra (1199–1216) fu un periodo di grande fermento che ha prodotto, tra le altre cose, la Magna Carta e l'interdetto papale di Papa Innocenzo III contro re Giovanni. Enrico III d'Inghilterra (1272) era un bambino di nove anni quando ascese al trono. Pochi grandi nobili, incoraggiati da Papa Onorio III (1216–1227), risparmiarono alla nazione le turbolenze che ci si sarebbero aspettate quando un bambino diventa re. Henry de Bracton risultò come uno dei giudici più grandi di tutti i tempi durante la parte centrale del Regno di Enrico III. I suoi libri sulla giurisprudenza avrebbero presto sminuito anche il grande lavoro di Rainulfo di Glanvill per quantità e la qualità.
La Guerra dei baroni contro Re Enrico III iniziò nel 1258 con doglianze simili come la precedente rivolta contro Re Giovanni nel 1215. I baroni miravano a ridurre il potere del Re, ma non ci sono riusciti come avevano invece fatto nel 1215. Un risultato indiretto di questa guerra fu che Bracton non è riuscito a completare il suo grande trattato legale. Le forme di azione giudiziaria per sconfinamento "vi et armis", tra le altre forme di procedimenti in violazione di domicilio e di proprietà sono stati sviluppati in questo momento. Era la frase di Simone V di Montfort, sesto Conte di Leicester, "Le guerre sono il risultato di angustie extragiudiziali". Questa è un'osservazione importante per capire i tempi di Bracton. L'uso della guerra era un altro strumento, accanto allo stato di diritto, dei potenti per raggiungere i loro fini. Le rimostranze dei Baroni hanno conseguito Lo statuto di Marlborough nel 1267.
Plucknett scrive "Sono stati i medievalisti in Inghilterra, evolutisi con Bracton e gli Year Books che hanno fatto cessare il modo di governare degli Stuart. La Costituzione degli Stati Uniti è stata scritta da uomini che avevano la Magna Carta e Bracton e Edward Coke e Thomas de Littleton davanti ai loro occhi. Potrebbe esserci qualcosa di più medievale che l'idea di Certezza del diritto o l'inserimento in uno strumento di governo di una clausola di contratto? 'Pacta sunt servanda" (I Patti devono essere rispettati) divenne un motto di Re Edoardo I. Il risultato può essere fatto risalire direttamente al lavoro e agli scritti di Bracton.
È stato Machiavelli che ci ha dato la parola moderna "stato" e sviluppato la nostra attuale concezione di essa. Ai tempi di Bracton uno Stato era definito da un re, in base alle regole della legge, che in ultima analisi deve terminare e condurre alla volontà di Dio. Questo oggi è diverso. Il diritto si basa sulla volontà dello Stato.
Bracton era popolare ai suoi tempi. Diverse copie del suo libro dell'epoca sono ancora esistenti. Tuttavia, diversi studiosi, tra cui Plucknett e Holdsworth sono convinti che pochi abbiano effettivamente seguito la dottrina di Bracton come definita dai suoi scritti. La crescita della procedura ha sopraffatto la visione generale (e geniale) e la vasta dottrina di Bracton. Per un certo tempo, è caduta completamente in disgrazia. Le macchine da stampa hanno rimesso Bracton in risalto nella letteratura giuridica inglese. L'edizione pubblicata nel 1569 fu descritta da Plucknett come "... forse il miglior libro di legge stampato che abbiamo mai avuto." Il lavoro di Bracton apparve in un momento importante durante il Regno della Regina Elisabetta.
L'interpretazione liberale di Bracton della legge (come espresso in porzioni del suo libro) è stata lenta nel prendere radice nel diritto inglese. Il declino dell'influenza di Bracton nella metà del secolo XIV coincide con le prime affermazioni dei poteri del Parlamento. Già era divenuto per essere il principale e il solo organo legislativo, e l'interesse dominante in esso era quello degli avvocati di "common law". Questa era diventata una professione ristretta. La Corona ha adottato la pratica di nominare i giudici dai principali esperti nella professione forense. Questi controllavano anche la formazione giuridica. Non c'era nessuna prospettiva liberale sulla legge. A questi, il trattato di Bracton deve essere sembrato poco pratico ed accademico. La giustizia divenne più centralizzata.
Prima di Bracton c'era poco uso dello stare decisis. Questo è successo perché i rolls (rotoli di pergamena) contenenti i verbali dei tribunali non erano in gran parte disponibili per l'esame, anche dai giudici seduti sullo scranno. L'uso di Bracton dei rolls ha portato alla promulgazione dei casi registrati in forma di una glossa (nota esplicativa). Questa era stata un'importante innovazione basata sulla pratica dei glossatori dal continente. La disponibilità di precedenti decisioni, anche se di 20 o più anni prima, ha dimostrato di essere di grande interesse per quasi tutti i professionisti della legge. Questo portò direttamente agli Year Books. Un'unica singola decisione non ha precedenti. La consuetudine cominciò a dettare legge quando diversi casi di procedimenti di fatto simili sono stati decisi da tribunali diversi nello stesso modo. Questo fu l'inizio dello stare decisis.
Sir Thomas Smith, il Segretario di Stato per la Regina Elisabetta ha scritto "De Republica Anglorum" nel 1583. In esso individuò i poteri che facevano veramente timore della Corona e del Parlamento, che possono fare e disfare la legge, cambiano i diritti ed i possedimenti dei privati, legittimare bastardi, stabilire le religioni, condannare o assolvere (per "attainders" - perdita dei beni e dei diritti civili) chiunque vuole il Principe. Smith non è stato in nessun caso sostenitore della tirannia, ma si divertiva chiaramente a enumerare un'imponente lista dei poteri dello Stato dei Tudor. In Bracton, d'altro canto, l'accento non era posto sul potere della corona, ma nella responsabilità. Il monarca era soggetto a Dio, alla legge della sua terra, e alla sua corte feudale. 
In Bracton, il re aveva il dovere di prendersi la responsabilità di ascoltare i suoi lords (signori della corte). (Ricordiamo che Bracton aveva osservato e sperimentato le turbolenze della guerra dei baroni e vissuto le ripercussioni dei problemi avuti da Giovanni Senza Terra). Gli scritti di Bracton divennero un rimedio "de facto" contro l'assolutismo dei Tudor e degli Stuart. Bracton ha portato chiarezza, dal suo studio dell'ordinamento romano, nella confusione che seguì allo Scisma anglicano. La ripubblicazione anonima dell'opera di Bracton lo propone come degno di emulazione, dato che gli altri libri del tempo erano "indigesta confusio". La legge sotto Elisabetta I era medievale. La tendenza del tempo era verso il ritorno al papismo (Chiesa Cattolica romana). Bracton era popolare nel periodo di Elisabetta I, perché egli era conosciuto attraverso la stampa del tempo. Nei periodi successivi egli è stato letto perché era cattolico romano. Era popolare perché era medievale, un uomo del suo tempo.

## Citazioni
- Non sub homine, sed sub Deo et lege.